# Maiao (Polinesia Francesa)
Maiao es una comuna asociada de la comuna francesa de Moorea-Maiao  que está situada en la subdivisión de Islas de Barlovento, de la colectividad de ultramar de Polinesia Francesa.

## Composición
La comuna asociada de Maiao comprende la totalidad de la isla de Maiao.

## Demografía
| Gráfica de evolución demográfica de Maiao entre 1977 y 2012 |
|                                                             |

Fuente: Insee